# سانتو تومي دي ثاباركوس
بلدية سانتو تومي دي ثاباركوس (بالإسبانية: Santo Tomé de Zabarcos) هي بلدية تقع في مقاطعة آبلة التابعة لمنطقة قشتالة وليون وسط إسبانيا.

## الديموغرافيا
بلغ عدد سكان بلدية سانتو تومي دي ثاباركوس 96 نسمة عام 2011 (وفقاً للمعهد الوطني للإحصاء الإسباني).
| 124 | 120 | 104 | 101 | 96 | 86 | 96 |